# Ovčí vrch (Dolnooharská tabule)
Ovčí vrch (317 m n. m.) je vrch v okrese Louny Ústeckého kraje. Leží asi 1,5 km vsv. od obce Lipno, na pomezí katastrálních území Lipna a podřazené vsi Lipenec.

## Geomorfologické zařazení
Geomorfologicky vrch náleží do celku Dolnooharská tabule, podcelku Hazmburská tabule, okrsku Lounská pahorkatina a podokrsku Zbrašínská pahorkatina.